# Pearl I. Young
Pearl I. Young (1895 - 1968) se convirtió en la primera empleada técnica del Comité Asesor Nacional de Aeronáutica (NACA), que evolucionó hasta convertirse en la NASA. Se convirtió en editora técnica en jefe en el laboratorio de investigación de instrumentos Langley de NACA y profesora de ingeniería.

## Primeros años y educación
Pearl Young creció en Dakota del Norte. Asistió al Jamestown College ya la Universidad de Dakota del Norte. Se graduó con una licenciatura en 1919 con honores, una clave Phi Beta Kappa y una triple especialización en física, química y matemáticas. Fue contratada por la universidad para enseñar física en 1922.

## Carrera
En 1922, Young fue contratado como físico por el Comité Asesor Nacional de Aeronáutica (NACA) y fue asignado a la División de Investigación de Instrumentos del Laboratorio Aeronáutico Langley Memorial bajo la dirección de Henry JE Reid. En 1929, Reid nombró a Young editor técnico jefe de Langley. Estableció una oficina, contrató personal y elaboró los informes de investigación y los documentos oficiales que comunicaban los extraordinarios logros técnicos de Langley. Young escribió el Manual de estilo para autores de ingeniería de NACA, un trabajo de referencia que tuvo una influencia duradera en Langley y en otros lugares de NACA. En 1943, Young dejó el laboratorio de Langley para ir al nuevo Laboratorio de Investigación de Motores de Aeronaves de NACA en Cleveland, Ohio, que se convirtió en el Centro de Investigación Lewis de la NASA. En 1947 fue a la Universidad Estatal de Pensilvania para ser profesora asistente de ingeniería física. Regresó al Centro de Investigación Lewis en 1958.
NACA se incorporó a la NASA en 1958. Durante sus 28 años en la NACA y la NASA, Young ayudó a definir la imagen pública de la NACA e influyó en la forma en que los ingenieros aeronáuticos del gobierno de EE. UU. se comunicaban en las publicaciones. Young se retiró en 1961 de la NASA y enseñó física durante otro año en la Universidad Estatal de Fresno. Luego centró su atención de tiempo completo en investigar una biografía del pionero de la aviación Octave Chanute. Chanute es una de las figuras más importantes de la historia de la aviación. Además de su propia experimentación con el vuelo a fines del siglo XIX, fue el "difusor central de los desarrollos aeronáuticos en todo el mundo". Compiló sus hallazgos en varios artículos y folletos.
En 1995 un teatro en NASA Langley recibió el nombre de Pearl Young. Los archivos de los artículos de Pearl Young se encuentran en la Biblioteca Pública de Denver.

## Obras
- Young, Pearl I (1963). Octave Chanute, 1832-1910; the contributions of an American civil engineer to the improvement of railroads, railroad bridges, timber preservation, and aeronautics; a bibliography. (First edición). San Francisco, CA: E.L. Sterne, aeronautical bookseller. Consultado el 21 de marzo de 2015.. The publisher printed 255 copies, of which 250 were for sale or distributed to various libraries. The 28-page booklet contains a short biography (3 pages) with the remainder listing writings and speeches by or about Chanute.